# Poranh
Poranh (italià Peveragno, piemontès Povragn) és un municipi italià, situat a la regió del Piemont. L'any 2007 tenia 5.351 habitants. Està situat a la Val Pes, dins de les Valls Occitanes. Limita amb els municipis de Beinette, Bueves, la Clusa, Cuneo i Limon.

## Administració
| Període | Identitat     | Partit        |
| ------- | ------------- | ------------- |
| 2004-   | Carlo Toselli | Llista cívica |